# Karisto
Karisto Oy est un éditeur finlandais de livres. 

## Histoire
Auparavant, la société était active dans le secteur de l'impression.
L'activité d'édition de Karisto commence en 1900. 
Les fondateurs sont August Boman et Arvi A. Karlsson (plus tard  Arvi Karisto). 
August Boman vend sa participation en 1907 et l'entreprise est rebaptisée entreprise d'édition d'Arvi A. Karisto.
En plus de l'édition, Arvi A. Karisto a fondé une entreprise de reliure et une usine d'enveloppes. 
Les opérations fusionneront en 1917, lors de la création d'Arvi A. Karisto Osakeyhtiö.
Les écrivains les plus connus édités par Karisto au XXIe siècle sont Seppo Jokinen, Kirsti Ellilä, Juha-Pekka Koskinen, Timo Sandberg et Jukka M. Heikkilä.
L'imprimerie a été vendue en novembre 2012 à Bookwell, qui a annoncé en décembre qu'elle fermerait après le printemps 2013.  
En 2012, Karisto acquieert Alfamer Oy, un éditeur suédois de guides de réparation automobile, auprès d'Albinsson & Sjöberg Förlags AB.  
L'activité d'édition a été vendue en 2016 à Tarusto Kustannus Oy, qui continuera à opérer sous le nom de Karisto Oy. 
Les Éditions Otava ont acheté Karisto au début 2020. 